# Marie-Thérèse Marinette Dupeyrat
Marie-Thérèse Marinette Dupeyrat, dite Madame Bouquey, est une révolutionnaire française née à Bordeaux en 1762, où elle est morte le 20 juillet 1794.

## Biographie
Elle est la fille de François Xavier Dupeyrat, négociant bordelais du quartier des Chartrons, et de Marie Eugénie Foulquier.
Elle se marie avec François Bouquey, procureur du roi au siège royal de Saint-Emilion (1781), fils de Gabriel Bouquey procureur du roi et maire de Saint-Emilion (1754) et Marie Bouquey. Son époux appartient à une famille de notables de Saint-Emilion (dont fait partie Pierre Bouquey, maire en 1726). 
En 1781, elle devient la belle-sœur d'Elie Guadet, qui sera député girondin à la Convention. 
En 1794, elle héberge les Girondins proscrits. Elle est condamnée à mort et guillotinée à Bordeaux avec une partie de sa famille (son père, son époux, son beau-frère...).
Son portrait, gravé par Baudran d'après Yvon, se trouve dans l'atlas qui accompagne l'ouvrage de Charles Vatel : Charlotte Corday et les Girondins (Paris, Plon, 1864-1872).